# Balme
Balme é uma comuna italiana da região do Piemonte, província de Turim, com cerca de 97 habitantes. Estende-se por uma área de 60 km², tendo uma densidade populacional de 2 hab/km². Faz fronteira com Ala di Stura, Bessans (FR-73), Bonneval-sur-Arc (FR-73), Groscavallo, Lemie, Usseglio.

## Demografia
| Variação demográfica do município entre 1861 e 2011                               |
|                                                                                   |
| Fonte: Istituto Nazionale di Statistica (ISTAT) - Elaboração gráfica da Wikipedia |